# Estação Uruguay
A Estação Uruguay é uma das estações do Metro de Buenos Aires, situada em Buenos Aires, entre a Estação Carlos Pellegrini e a Estação Callao. Faz parte da Linha B.
Foi inaugurada em 22 de junho de 1931. Localiza-se no cruzamento da Avenida Corrientes com a Rua Uruguay. Atende o bairro de San Nicolás.
Em 22 de dezembro de 2003, se converteu na primeira estação temática do sistema de metropolitanos, dedicando-se sua decoração ao cinema argentino e sua história. A estação funciona como um verdadeiro museu do cinema argentino, com pôster de filmes e fotografias, em um desenho que contou com a colaboração do Instituto Nacional de Cine e Artes Audiovisuais (INCAA). Numerosas estrelas amarelas em corredores e plataformas se têm destacado com nomes de artistas da sétima arte até que foram todos retirados durante 2006.

## Decoração
Existem três murais da mesma temática: na plataforma norte se localiza um de 1991 de Tomás Fraccia e Héctor Meana, Herói do HQ: Cascarudos e lançar raios, baseado em uma vinheta de Alberto Breccia na historieta de El Eternauta de Héctor Germán Oesterheld, em seu segunda versão, e outro de Roberto Fontanarrosa de 1998 reivindica seu personagem Inodoro Pereyra; o terceiro, Tangueros y milongueros, também de 1991, se localiza na plataforma sul e pertence ao humorista Cristóbal Reynoso, Crist. Na mesma plataforma existe um mural de una serie realizada por alunos de escolas primárias dependentes da então Municipalidade da Cidade de Buenos Aires em 1984. 